# San Francisco El Alto
San Francisco El Alto är en kommunhuvudort i Guatemala.   Den ligger i departementet Departamento de Totonicapán, i den västra delen av landet, 110 km väster om huvudstaden Guatemala City. San Francisco El Alto ligger 2 612 meter över havet och antalet invånare är 54 493.
Terrängen runt San Francisco El Alto är huvudsakligen kuperad, men västerut är den platt. Runt San Francisco El Alto är det tätbefolkat, med 397 invånare per kvadratkilometer. Närmaste större samhälle är Quetzaltenango, 14,7 km sydväst om San Francisco El Alto. I omgivningarna runt San Francisco El Alto växer i huvudsak blandskog.